# Мир номер ноль
«Мир номер ноль» — двенадцатый альбом российской рок-группы DDT. Отличается «индустриальным» звучанием и широким использованием компьютерных технологий, соединив в себе элементы традиционного русского рока и экспериментальной музыки. В альбоме присутствуют три инструментальные композиции, именуемые «Музыкальными образами». В создании одного из музыкальных образов были использованы произведения Чайковского, Вагнера, Мусоргского и Рахманинова. Концертная и альбомная версии «Мира номер ноль» имеют разные финалы, в корне меняющие концепцию и смысл работы.
Премьера концертной программы «Мир номер ноль» состоялась в мае 1998 года. Во всех городах тура для выступления группы монтировалась специальная сцена, а также устанавливались большие экраны для трансляции видеоряда. Программа была неоднократно показана по центральным каналам российского телевидения. Тем не менее, по словам участников группы, грандиозный концертный тур не принес группе дохода, а наоборот, прибавил долгов.
Альбом и одноимённая концертная программа отсеяли часть старых поклонников ДДТ, но вместе с тем обеспечили группе новую аудиторию в лице молодёжи.

## Тематика
Альбом представляет собой рассказ о взрослении и самоопределении человека в реальном мире, о том как душа, ещё не забывшая небо, становится перед выбором добра и зла, учится любить, ненавидеть, бороться и драться. Центральная тема «Мира номер ноль» — бесприютное состояние души человека и внутренний поиск своего пути, стремление понять этот мир и найти себя в нём.
Концертная и альбомная версии «Мира номер ноль» имеют разные финалы, в корне меняющие концепцию и смысл работы. Концертная версия подразумевает лиричную смерть главного героя (композиция «Свобода»), а альбомная (композиция «Герой») «топит» его в бытовой рутине. Юрий Шевчук в одном из интервью сказал, что замена финальной песни в альбоме произошла, так как «эта печаль (имеется в виду песня „Свобода“) была бы здесь ни к чему».

## История создания
Во время работы над альбомом группу покинул гитарист Андрей Васильев, не нашедший единения с новой программой и новым звучанием группы.

«Андрей сказал, что музыку этой программы не то что не видит или не понимает, он просто даже играть её не хочет, потому что это противоречит его представлениям о музыке. Любой спектакль требует некоторых жертв»— Юрий Шевчук.
Васильев какое-то время ещё исполнял с ДДТ старый материал, но больше фокусировался уже на собственном творчестве. К компьютерным технологиям он не был готов и считал себя лишним: «... практически ничего не делаешь, но говоришь: „Почему меня не слышно?“». Роль гитариста в группе стал выполнять Вадим Курылёв, а бас-гитариста — Павел Борисов.
Демозапись материала была сделана в деревне Лебедевка Юрием Шевчуком, Константином Шумайловым и Вадимом Курылёвым; помимо прочего, именно там Шумайлов и Шевчук изучали современную технологию звука, «нарезая лупы». По словам Шевчука, звучание новой программы искали очень долго (например, была идея записи совсем без гитары); некоторые ранее записанные песни ДДТ в эту программу не вошли. «Мир номер ноль» создавался коллективно: Шумайлов отвечал за «мёртвую» музыку (семплирование), Курылёв — за «живую» (гитары), Шевчук — за тексты и общую концепцию.
Владимир Дворник: «В программе я занимался экспериментами в области сценического оформления, света. Раньше группа ДДТ так серьезно не занималась всем этим <…> Герой программы внутри среды, как каждый из нас. Такая художественная форма выбрана больше как способ восприятия визуального». ДДТ на сцене подготовили видеоряд почти для всех песен, на основе клип-артов Вадима Кошкина, документальных съёмок от начала до конца 20 века, художественных фильмов Эйзенштейна, Пудовкина и Довженко. Пока группа репетировала и записывала на студии новую музыку, Юрий Шевчук, Александр Бровко и Виктор Подкопаев монтировали видео на только что подготовленный аудиоматериал.

«Пришедший после Димы Галицкого клавишник Костя Шумайлов — большая удача для группы. В Косте заключен серьезный творческий потенциал и тяга к современным течениям в музыке, чего нельзя было сказать о его предшественнике. Дело идет к новой программе — Юра с Костей сидят в деревне, записывают черновики новых песен. Перед началом репетиций мы опять делаем некоторую перестановку состава (если бы знали, к чему это приведет) — я опять, в который раз, беру бас-гитару, заменяя Тишу. Тиша опять садится за компьютер, Андрей остается единственным гитаристом и, прорепетировав месяц, неожиданно уходит. Уже не понятно — что произошло, кто, что, почему. Оставшиеся чешут в затылке. До премьеры — месяц или около того. Никита и Дядя Миша играют какой-то авангард, Костя запускает семплы, железный Доца гремит под костины петли. Подумав и повздыхав несколько дней, я опять беру гитару, и мы срочно ищем нового басиста. Пробуем даже с Женей Фёдоровым из „Текилы-Джазз“, но он как-то не очень хочет с нами играть. Спасение приходит в лице Паши Борисова за месяц до первого концерта. Что-то теряем, что-то находим. Костя пораньше, Паша попозже — пришла-таки новая кровь в старую группу.
Но, к сожалению, с уходом Андрея Васильева, фигура, выстроенная нами, развалилась. Это сказалось на музыке, потому что любой состав всегда сам по себе неповторим и звучание группы складывается из музыкантов, которые в ней играют. То, что мы задумали весной, не получилось. Что Андрея нет, это очень тяжело, у меня с ним хорошие отношения. Но если воспринимать группу как рабочий коллектив, с этой позиции всё нормально.

Сначала, как водится, мы поездили с концертами — никто ничего не понял, но было здорово! Главное — громко. Наконец дело дошло до записи. Пока мы писали „Мир номер ноль“, произошёл обвал рубля — с этим альбомом мы чуть не вылетели в трубу, но зато — какой творческий порыв! Наконец я понимал, что мы делаем. Мы делаем альтернативный рок, или что-то вроде этого. Новая концептуальная программа. Плотно работает с группой Никита, придавая шизоидно-интеллектуальный оттенок нашему грохочущему рашн-индастриалу. Юра весь горит, хотя и постоянно мучится с больным горлом. Очень творческая работа досталась звукорежиссёру Игорю Сорокину и перешедшему в звуко-цех Тише. Мы экспериментировали со звуком, с инструментами, с подходом к аранжировкам. Альбом получился вдохновенным, хоть и мрачноватым. Планируемый, как обычно, двойным, „Мир номер ноль“ остался, как обычно, одинарным. Зато — длинным. Наконец вместо 8-9 новых песен в альбоме было 13 номеров. Альбом этот, который, кстати, был тринадцатым по счету у группы ДДТ, произвел фурор и, что радостно, у молодёжной аудитории. При всей своей глубокомысленной философской мрачноватости „МНН“ оказался понятен и близок молодежи, так как был выражен современным музыкальным языком. Казалось — это начало нового пути ещё более радикальных поисков, но — не так все просто в этой жизни…»— Вадим Курылёв
.

«Наш рок-знаток Вадик Курылёв сказал, что только одна группа на Западе — The Who — могла себе такое позволить — сделать концерт из новых песен, не записанных на пластинке, не прокрученных по радио. Выходит, мы — вторая группа! Это отчасти вынужденная мера — у нас не хватило времени, сил и средств записать эту пластинку. Один шестидесятилетний меломан, прослушав „Мир номер ноль“, сказал: „Да это же 72-й год!“ Я сначала обиделся и говорю: „Как? Послушай, сколько новой музыки!“ А он мне: „Дурак, именно в начале семидесятых рок-музыка переживала эпоху концептуальных альбомов. Вспомни ранний Пинк Флойд, Кинг Кримсон, Ху, Йес“. У меня на полочке дома как раз стоят именно эти альбомы. Тот рок-н-ролл был самым мощным. И наш альбом как ренессанс того времени, когда рок-музыка имела энергию. В ней уже нет бунта, революции, нет той энергии в зале, которая была раньше. Если бы не родилась эта программа, „ДДТ“ бы уже не существовала. Мы подошли к тому, что надо расходиться. Нам было бы уже скучно играть „Последнюю осень“.— Юрий Шевчук
.
Было снято три видеоклипа. Первый — «Одноразовая жизнь», 1999, режиссёр Олег Флянгольц. Второй — «Небо на земле», 1999, режиссёр Антон Сиверс. Третий — «Расстреляли рассветами», 2000, режиссёр Василий Бледнов.

## Концертный тур
На нас за эту программу вылили столько грязи — я был очень удивлен и расстроен. Немало старых поклонников от нас отвернулось. Мы играли честно — настоящую, современную, адекватную музыку. Люди не поняли философию этого альбома. Зато молодежь приняла программу на ура! У нас появилось просто безумное количество юных поклонников. Я иногда думаю — Бог с ними, с этими старыми поклонниками. Пусть уж лучше молодежь будет к нам ближе. Или мы к ней. Выходит, не постарели. Нам „Мир номер ноль“ нелегко дался. Очень сильная программа, но очень сложная. Сменился состав группы, пришли новые люди. Было очень много перипетий. Аранжировки менялись постоянно. Первый концерт был в Кривом Роге, потом — в Севастополе. Настолько нервное было состояние, что я там первый раз в жизни разбил гитару. Не потому что это была часть шоу — а просто уже переклинило. Это был дорогой и любимый мной инструмент. Потом, когда понял, что сделал — чуть не заплакал. То есть, нервы были страшные с этой программой, но, в конце концов, альбом записали очень хороший. Собственно, программа поделилась пополам — лирическая часть составила „Метель августа“, а жесткая — осталась в „Мире номер ноль“»— Юрий Шевчук
.
Премьера концертной программы «Мир номер ноль» состоялась в мае 1998 года. С этой программой группа ДДТ с успехом посетила более 180 городов мира. Во всех городах тура для выступления группы монтировалась специальная сцена, а также устанавливались большие экраны для трансляции видеоряда. Спонсором была компания «МАЗ»; она предоставила 4 грузовика для транспортировки оборудования. По словам Юрия Шевчука, грандиозный концертный тур не принёс группе дохода, а наоборот, прибавил долгов.
На основе концертов в Москве и Санкт-Петербурге была смонтирована видеоверсия концерта. Видео «Мир номер ноль» было издано сначала на видеокассетах, а позже на DVD Программа была неоднократно показана по российскому телевидению, в том числе и на «ОРТ». Также «Мир номер ноль» в той или иной степени неоднократно был показан по «РТР», «ТВ-6 Москва», «НТВ», «RTVi» и других телеканалах. В вечернем телеэфире канала РТР несколько раз в неделю появлялся дайджест «Мира номер ноль», в котором показывали фрагменты концертов из разных городов и интервью с участниками проекта.
В мае 1999 года ДДТ подготовили новую программу под названием «Живой» и в течение двух лет чередовали её с «Миром номер ноль». Для прошедшего с успехом тура по США (охватившего Нью-Йорк, Вашингтон, Бостон, Чикаго, Лос-Анджелес и Сан-Франциско) программы были объединены в одну.
Новая программа отсеяла часть старых поклонников ДДТ, но вместе с тем обеспечила группе новую аудиторию в лице молодёжи. По словам Шевчука, новая концертная программа везде была принята очень хорошо: «Помню успех в Нью-Йорке, на Бродвее. <…> В целом — программа получилась. И получилась в ногу со временем». В Москве из-за ажиотажа по поводу новой программы был дан дополнительный концерт.
Некоторое время, как в случае с The Wall Pink Floyd, были планы снять фильм. Из концертной программы в альбом не вошли несколько песен, в том числе «Свобода», «Потолок», «Подарок», впоследствии включённые в «Метель августа». Композиция «Сны (Похороны войны)» вообще была пробным номером и исполнялась всего один-два раза. Таких песен, сыгранных на концертах пару раз и не вошедших ни в один альбом, в истории «ДДТ» было немало.
В фильме-концерте на песни: «Метель», «Расстреляли рассветами» и «Донести синь» наложены студийные фонограммы — полученная запись была далека от совершенства, звук не записался или получился неудовлетворительным.
В 2011 году Шевчук сказал, что у ДДТ было три глобальных программы: «Чёрный пёс Петербург» — человек и город, «Мир номер ноль» — борьба местоимений и «Иначе».
В 2022 году, к 65-летию рождения Юрия Шевчука, группа выпустила новую аранжировку песни «Расстреляли рассветами» — клип, смонтированный из видеозаписей с концертов в Воронеже, Курске, Орле и Екатеринбурге, был опубликован 16 мая.

## Название и обложка
«Сочетание этих трёх слов мне на самом деле приснилось. При таком образе жизни что бы ты ни делал — всё равно работаешь, твой мозг постоянно выдает что-то на гора. Тлеет уголёк. И вот я вскочил — а почему „Мир номер ноль“, уже не помню. Мне понравилось это сочетание, я увидел в нём эзотерику. Номер. Цифра. Знак цивилизации. Ноль — то ли дырка от бублика, то ли вечный мир идей, бердяевский промир, откуда мы все вышли. Мир — в обратную сторону Рим и так далее. Футуристическая игра слов — и я что-то в ней нахожу. Не всё, наверно, объяснимо.»— Ю. Шевчук, Инфоарт. 1998
Ещё одно обстоятельство появления названия — ДДТ ездили с концертами по Алтаю, где проходит граница с Китаем и Монголией. Горная местность, 2500 метров над уровнем моря, всё до горизонта, как бездна. Шевчук спросил у пограничников, разрешено ли гулять по Монголии, они ответили: «Иди куда хочешь, далеко всё равно не уйдёшь». И его поразил столб, на котором было написано «ноль».
На обложке альбома изображена фотография человека в шляпе, смотрящего в бинокль. Существовало предположение, что образ был списан с приморского памятника, однако начало концертного видео «Мир номер ноль» позволяет утверждать, что фотография — на самом деле кадр из кинохроники.[какой?]
Также Рональд Коуз описывал гипотетический мир с нулевыми трансакционными издержками как «воображариум» Артура Пигу, именно этот абстрактный «мир номер ноль» стал пропагандироваться коузианцами в качестве целевого ориентира рыночной экономики.

## Детали издания
Альбом был готов к изданию в августе 1998 года, но из-за разразившегося кризиса CD «Мир номер ноль» был издан лишь в марте 1999 года. Впоследствии альбом был издан на магнитофонных кассетах и на виниле.
Это второй альбом группы (после «Это всё») к которому вышел официальный сингл. Считается, что пластинка стала первой для лейбла Real Records. Однако номер каталога RR-001-CD принадлежит альбому группы Hi-Fi «Первый контакт». Номер Мир номер ноль — RR-002-CD.
Также это первый альбом ДДТ, где во вкладыше были чётко расписаны все участники записи каждой песни.
На виниле альбом был издан в 2012 году компанией «Бомба-Питер». Исходник 1998 года не был аналоговым: «Мир номер ноль» записывался только в цифровом формате — тогда это считалось новаторством. Материал подвергся ремастерингу, который выполнил Александр Докшин, но на заводе грампластинок в Германии перестарались с высокими частотами, в результате голос стал шепелявить на свистящих согласных. Конечный результат не удовлетворил издателя и тираж был переделан несмотря на то, что Юрий Шевчук посчитал звук удовлетворительным. Винил выпущен в трёх вариантах: красный, белый и чёрный. Двойное издание печаталось на 180-граммовых дисках в Германии. Пластинки упаковали в разворотные конверты, сопроводив издание постером и стикерами.
Ремиксы, созданные клавишником группы Константином Шумайловым в период работы над «Мир номер ноль», официально издаются ограниченным тиражом в 2023 году.

## Список композиций
Автор всех композиций — Ю. Шевчук, кроме указанных особо
1. «Музыкальный образ — I» — 2:17
2. «Одноразовая жизнь» — 5:15
3. «Он» — 5:43
4. «Мы» — 4:34
5. «Метель» — 7:39
6. «Небо на земле» — 6:39
7. «Музыкальный образ — II» — 1:59 (Никита Зайцев, Михаил Чернов)
8. «Интервью» — 7:29
9. «Расстреляли рассветами» — 5:57
10. «Чёрно-белые танцы» — 6:02
11. «Донести синь» — 4:12
12. «Музыкальный образ — III (Выход)» — 6:24 (Вадим Курылев, Константин Шумайлов)
13. «Герой» — 6:13
14. «Конвейер» (бонус) — 2:50 (ремикс, автор Константин Шумайлов, 1998 г.)

## Участники записи
- Юрий Шевчук — автор, аранжировка, вокал, эл. гитара (1), дилэй (1), ак. гитара (5, соло)
- Вадим Курылёв — гитары, баритон-гитара (вариация с 6-струнным басом «Aria Pro II») (4, 9), аранжировка, бэк-вокал, бас (8, 9, 11), бас с фуззом (3, 11)
- Игорь Доценко — барабаны, хор (4, 8)
- Михаил Чернов — саксофон (7, 8)
- Никита Зайцев — скрипка (3, 7, 9)
- Константин Шумайлов — аранжировка, бэк-вокал, клавишные, семплеры, эл. колокол (13)
- Павел Борисов — бас-гитара, хор (4)
- Игорь Сорокин — бэк-вокал (9), расстроенный свист (11), хор (13), орган (8 — в конце)
- Пётр Шевчук — детский голос (12)

Звукорежиссёры
- Игорь Тихомиров
- Игорь Сорокин
- Александр Докшин — аналоговая реставрация по заказу Bomba-Piter Inc., 2011

Инструменты
- Так называемая «баритон-гитара», на которой играл Вадим Курылёв во время записи альбома, является шестиструнным басом «Aria Pro II». Этот инструмент был куплен во время подготовки программы. Курылёв решил экспериментировать и поставил на него гитарные струны. Поскольку басовая мензура гораздо больше гитарной, струны достигли рабочего, звучащего натяжения на более низких нотах, чем обычно. Получилась баритон-гитара, настроенная на кварту ниже. При игре перебором её звук напоминал арфу, и его можно хорошо расслышать в песне «Расстреляли рассветами»[36].
- Также Курылёв использовал электрогитары Gibson Les Paul, Music Man Sabre I и бас Rickenbacker 4001 1979 года выпуска.